# スクールゾーン (お笑いコンビ)
スクールゾーンは、吉本興業東京本社に所属する日本のお笑いコンビ。2010年12月結成、NSC東京校16期出身。 略称は「スクゾ」、「SCZ」。

## メンバー
橋本 稜（はしもと りょう、1992年1月10日 -（33歳））
- 身長183cm、体重67kg。血液型O型、埼玉県秩父市出身。
- ボケあるいはツッコミ担当、立ち位置は向かって左。男女コントでは男性役が多い。
- あだ名は「はしも」。
- 埼玉県立秩父農工高等学校卒業[1]。
- 性格は穏和で、天然またはマイペース。
- 特技はサッカー、K-POPのカバーダンス、韓国語、BTSものまね、自撮り。
- 趣味はゲーム、韓国ドラマ鑑賞。
- 高所恐怖症で、腰椎ヘルニア持ち。
- 妹が1人いる。
- 演技に定評がある。
- 月9ドラマの出演がきっかけで竹中直人と仲がいい。

俵山 峻（たわらやま しゅん、1991年7月11日 -（34歳））
- 身長174cm、体重77kg。血液型B型、新潟県上越市出身。
- ツッコミあるいはボケ担当、立ち位置は向かって右。男女コントでは女性役が多い。
- 既婚者で、妻は2個下（芸歴では3期下）の後輩の元芸人である。
- 新潟県立高田高等学校卒業[2]。
- 趣味は映画鑑賞、お酒。
- 特技はバイオリン演奏、耳コピ演奏、ボーイレスクダンス、百人一首、サッカー。
- 兄が1人、姉が3人いる。実父は音楽の教師をしていた。
- 人間観察が得意で、様々な人間のあるあるものまねをYouTube、InstagramなどのSNSに公開している。2021年12月の『ザ・細かすぎて伝わらないモノマネ』にて優勝を果たした。

## 来歴
- 2010年12月1日結成。NSC在学中に出席日数が足りず卒業できないという危機に直面したが、掃除をし続けたことでどうにか卒業できた。
- コンビ名の由来は、公園の前の道路に大きくスクールゾーンと書かれていたのを見てこれでいこうと決意したことから。
- 結成当初から数年は漫才も演じており[3]橋本がボケ、俵山がツッコミだった。ネタでは韓国語、バイオリンなどそれぞれの特技を活かしたものが多かった。しばらくしてから漫才は肌に合わないと考えて、コント専門に切り替えた。コント内ではボケやツッコミは基本的に明確でないパターンがほとんど。
- 活動拠点とするヨシモト∞ホールでは、2017年からランクシステムの上から2番目に位置するセカンドクラスに所属した。
- 歌やダンスが得意であるためユニットに数多く所属していた。橋本はNALU-SEE☆、K13、シャイ兄、マッコリーズ、俵山はmusicals、BAD FACEなど。
- 2015年、オーディションに合格し、月9ドラマ『ようこそ、わが家へ』（フジテレビ）に橋本が準レギュラーとして出演した。俵山は橋本の撮影現場に同行した際に監督から声をかけられ、後々刑事役として出演が決定した。また、2014年には相馬あこを主宰とする演劇ユニット、「100点・unチョイス!」の初期メンバーとして舞台へ出演。同ユニットは2016年1月17日を以ってコンビで脱退した。
- 橋本は韓国でのお笑いライブに韓国大好きユニット「ペコパ」[4]の一員として出演。DREAM ON!やK-POPトークライブに出演したりと、K-POPや韓国関係の仕事が1年目の頃から多い。
- 2019年6月、ヨシモト∞ホールのファーストメンバーに昇進した。2021年4月のシステム変更で「ムゲンダイユース」となるが、2024年3月の「ムゲンダイユースカップ」で優勝し、ムゲンダイレギュラー入り。
- 2018年2月から俵山が、2019年4月から橋本がInstagramを開始した。俵山はさまざまな生態の人間のものまねを投稿している。橋本は韓国ドラマのあるある、韓国好き女子のあるある、K-POPアイドルのものまねを主に投稿している。
- 2019年10月からはコンビとしてのYouTubeチャンネル「スクールゾーン公式チャンネル」を開設した。初めの10ヶ月程は、副音声付きの短編動画を上げていた。2021年頃からは週に1〜2回の「のぞき見シネマ」、週に4〜5回の「俵山の人間モノマネ」を投稿している。「のぞき見シネマ」では、さまざまな人間の日常のシーンを2人が演じる、ショートフィルムを投稿している。多くの作品で辻ユウキが監督を務めている。
- 2021年12月11日に放送された『ザ・細かすぎて伝わらないモノマネ』（フジテレビ）にて、俵山が2019年からの初出場を経て優勝。俵山のピンネタとしてだけではなく「大技を決めそうで決めないシブがき隊」の一員としても、スカチャン・カルビちゃん（きっと君はくるさ）・加藤洋次郎と共に出場している。また、相方・橋本は韓国ドラマあるあるネタで大谷麻乃と共に出場している。

## エピソード
橋本稜
- 母親の影響で中学生の頃に『冬のソナタ』を見るようになった。その後、ペ・ヨンジュンの作品である『太王四神記』に没頭し、韓国ドラマを好んで見るようになった。同作品にて主題歌を担当していた東方神起をきっかけにK-POPも好むようになった。上京してからは新大久保の居酒屋で5年間アルバイトをしていたこともあり、韓国語を話せるようになった。現在では、韓国ドラマ、K-POP、韓国語に詳しい芸人として韓国に関係した仕事も多い。
- 農工高等学校に在籍していたため、農業技術検定、アーク溶接免許、ガスアーク溶接免許、フォークリフト運転免許、小型車両系建設機械3トン未満といった多くの資格を有する。なお、高校時代はサッカー部のキャプテンであった。
- 原口元気と地元が同じで小学生時代、同じサッカーチームでプレーをしたことがある。
- 冨田雄大（オコチャ）のモノマネが得意。
- 韓国好きな女子の「りょうこちゃん」というキャラクターを2019年6月頃からInstagramで投稿した。彼女のキメ台詞である「チンチャそれな」が「10代が予想する2020年の流行語大賞」にノミネートされた。

俵山峻
- 俵山は一時期、同期の大原優一（ダンビラムーチョ）と共に大学の講義を受けていたことがある。
- バイオリンは4、5歳頃から小学三年生頃まで習っていた。
- 中学、高校時代にはサッカー部に所属。

コンビ
- 月9ドラマに出演して竹中直人と共演。親交を深めていく内に、トークライブや単独イベントにゲストとして呼べるまでになった。

## 単独ライブ
- スクールゾーン初単独ライブ「みちくさ」（ヨシモト∞ホール、2014年7月29日）
- スクールゾーン第2回単独ライブ「ようこそ、無限大へ」（ヨシモト∞ホール、2015年9月20日）
- スクールゾーン単独イベント「おともだち」（ヨシモト∞ホール、2016年6月11日）
- スクールゾーン単独ライブ「追試」（神保町花月、2016年10月9日）
- スクールゾーン単独ライブ「メンデルスゾーン」(ヨシモト∞ホール、2017年4月23日)
- スクールゾーン単独ライブ「コンフォートゾーン」(神保町花月、2017年8月23日)
- スクールゾーン単独ライブ「ZONE ZONE～ゾネゾネ～」(神保町花月、2018年8月19日)
- スクールゾーン単独イベント「ゾゾゾーン」(ヨシモト∞ドーム ステージI、2018年11月18日)
- スクールゾーン単独イベント「スクールゾーンと即興芝居」特別ゲスト：竹中直人、(ヨシモト∞ホール、2019年3月9日)
- スクールゾーン単独ライブ「ズドンゴン」（ヨシモト∞ホール、2020年2月9日）
- スクールゾーン単独イベント「リモートゾーン」(ヨシモト∞ホール、2020年7月8日)
- スクールゾーン単独ライブ「ゴールデンゾーン」（ヨシモト∞ホール、2021年7月11日）
- スクールゾーン単独ライブ「風めいて、春」（よしもと有楽町シアター、2021年12月10日）

## トークライブ
- スクールゾーントークライブ 「1時間目」 (神保町花月、2015年12月26日)
- スクールゾーントークライブ 「2時間目」 (神保町花月、2016年3月20日)
- スクールゾーントークライブ 「3時間目」 (神保町花月、2016年5月8日)
- スクールゾーントークライブ 「4時間目」 (神保町花月、2016年7月3日)
- スクールゾーントークライブ 「5時間目」 (神保町花月、2016年8月15日)
- スクールゾーントークライブ 「6時間目」 (神保町花月、2016年9月19日)
- スクールゾーントークライブ 「7時間目」(神保町花月、2017年3月25日)
- スクールゾーントークライブ 「8時間目」(神保町花月、2017年5月27日)
- スクールゾーントークライブ 「9時間目」(神保町花月、2017年7月29日)
- スクールゾーントークライブ 「10時間目」(神保町花月、2017年9月18日)
- スクールゾーントークライブ 「11時間目」(神保町花月、2017年11月11日)
- スクールゾーントークライブ 「12時間目」(JPOPcafe渋谷、2018年2月20日)
- スクールゾーンに夕方1時間託してみたら（ヨシモト∞ドーム ステージII、2021年7月6日）

## 出演作品

### ドラマ
- ようこそ、わが家へ（2015年4月 - 6月、フジテレビ）- 高橋重成 役（橋本） / 尾村 役（俵山）
- ブスと野獣 第1話（2015年8月2日、フジテレビ）- 橋本のみ
- 早子先生、結婚するって本当ですか? 第8話（2016年6月9日、フジテレビ）
- 火花（2016年6月3日、Netflix）- 坂本小林 役
- 俺のセンセイ（2016年12月25日、フジテレビ）
- カンナさーん! 第2話（2017年7月25日、TBS）- 橋本のみ
- リピート〜運命を変える10か月〜 第5話（2018年2月8日、日本テレビ）- 橋本のみ
- おしゃれの答えがわからない（2021年2月28日、日本テレビ）- イベントの司会役、俵山のみ
- 元彼の遺言状 第1話（2022年4月11日、フジテレビ） - 橋本のみ
- みなと商事コインランドリー 第3話（2022年7月21日、テレビ東京） - 武田 役、橋本のみ
- 王様に捧げる薬指 第6話（2023年5月23日 フジテレビ）大村役 俵山のみ

### 舞台
主演作品は＊で表記
- THE 天国ホテル 1993…（新宿バティオス、2013年10月8日 - 10日）
- イツワレー!（シアターグリーン、2014年4月25日 - 29日）- 橋本のみ
- 超スポ魂合唱コメディ SING!!（シアターグリーン、2014年9月11日 - 15日 / HEP HALL、27日・28日）- 橋本のみ
- 演劇ユニット100点un・チョイス! 旗揚げ公演 「とけないまま、とけていく」（中目黒キンケロ・シアター、2015年1月14日 - 18日）
- 演劇ユニット100点un・チョイス! 第二回公演　ひまわり（中目黒キンケロ・シアター、2015年7月29日 - 8月2日）
- ディメンションチェンジ!（神保町花月、2015年8月11日 - 15日）
- 東京三日月座第一回公演 Too Late!!!（池袋GEKIBA、2015年9月30日・10月23日・11月24日）
- 久しぶりのラブストーリー（神保町花月、2015年11月24日 - 28日）
- キラリ☆白虎隊 前編（神保町花月、2015年12月29日 - 2016年1月3日）
- 悪党! ピヨン一家の生活 ＊（神保町花月、2016年3月1日 - 5日）
- シェア・ザ・ワールド（神保町花月、2016年5月10日 - 15日）
- 神保町花月9周年記念公演　エンドラインは裏切らない（神保町花月、2016年7月5日 - 9日）
- 神保町花月ハロウィン特別公演　ハロウィンに参加したい。だけど、とっても恥ずかしい ＊（神保町花月、2016年10月19日 - 23日）
- 神保町花月年末特別公演  世界の何処かにいる自分（神保町花月、2016年12月28日 - 31日）
- 年始特別公演 祭～超開運男と奇跡の新春カーニバル～（神保町花月、2017年1月5日 - 1月9日）  - 5日ゲスト出演
- 太陽は歯を喰いしばる ＊（神保町花月、2017年2月8日 - 12日）
- 君が笑えば。桜咲く ～消える村の村民劇～  ＊（神保町花月、2017年3月8日 - 12日）
- あの頃描いた夢を君はまだ覚えていますか? ＊（神保町花月、2017年5月19日 - 21日）
- 神保町花月10周年記念公演 1010愛して（じゅうじゅうあいして）（神保町花月、2017年7月5日 - 9日）- 俵山のみ
- 神保町花月500回記念公演 ひとしずく（神保町花月、2017年10月12日 - 15日）
- 600秒のアイラブユー ＊ （神保町花月、2018年2月9日 - 11日）- 俵山のみ
- ダンシング戦国絵巻 -覇王 織田信長-（神保町花月、2018年3月8日 - 11日）- 俵山のみ
- マジコトノハ。＊ （神保町花月、2018年7月26日 - 28日）- 俵山のみ
- 余命、嫁魔女（神保町花月、2018年10月5日 - 7日）- 俵山のみ
- 愛ない逢いたい大晦日2018（神保町花月、2018年12月28日 - 31日）

### 映画
- 劇場版ほんとうにあった怖い話2016 より あたらしいひと（2016年10月29日）- 橋本のみ
- キスカム！ COME ON, KISS ME AGAIN!(2020年9月4日 ) -     俵山のみ
- MIRRORLIAR FILMS Season5「たてこもり」（2024年5月31日） - 橋本：賢一 役、俵山：英二 役[5]
- 満天の星の下で（2025年公開予定） - 工藤紀夫 役、俵山のみ[6][7][8]

### ラジオ
- NISSAN あ、安部礼司 ～BEYOND THE AVERAGE～（2018年6月24日、TOKYO FM）- 橋本のみ
- 古谷正亨とジェジュンのPOP★A（2020年11月11日、NHK R1）- 橋本のみ
- bayfm KUSUKUSU（2021年7月23日、bayfm）- 俵山のみ
- JUMP UP MELODIES TOP 20（2021年8月27日、TOKYO FM）
- スクールゾーンの「半個室」[9]（2023年9月18日 - 、stand.fm）
- 中川家　ザ・ラジオショー（2024年2月9日、ニッポン放送）

### ウェブテレビ
- QUIZOOM（2020年5月4日 - 6日、AbemaTV）- チャレンジャー、橋本のみ[10]

### YouTube
- あっさりカルボナーラ（2021年6月24日- 、ゼロ×ラボ Playroom-プレイルーム- ）

### バラエティー
- かみひとえ（2019年7月29日、テレビ朝日）
- 有田ジェネレーション（2019年5月28日、TBS）
- この差ってなんですか?（2020年6月30日、TBS）- 橋本のみ
- あさイチ（2020年7月10日、10月1日、NHK）- 橋本のみ
- 今夜くらべてみました（2020年10月27日、日本テレビ）- 橋本のみ
- ザ・細かすぎて伝わらないモノマネ（2020年12月12日(初出場)、フジテレビ）
- ヒルナンデス（2020年5月30日、10月29日、日本テレビ）- 橋本のみ
- 冗談騎士（2021年8月14日、BSフジ）
- 千鳥のクセがスゴいネタGP（2021年9月2日、フジテレビ）- 橋本のみ
- 行列のできる法律相談所（2022年8月14日、日本テレビ）
- 有吉の壁（日本テレビ）- 2024年6月19日

### ローカル番組
- 水曜見ナイト（2018年2月18日、BSN）

### ツアー
- よしもとオンライン観光　韓国と生中継 in 梨泰院 韓国好き芸人と行く! 韓国ドラマ聖地ツアー（2021年8月22日）- 橋本のみ